# Tuy Ninh, Từ Châu
Tuy Ninh (chữ Hán giản thể: 睢宁县, âm Hán Việt: Tuy Ninh huyện) là một huyện thuộc địa cấp thị Từ Châu, tỉnh Giang Tô, Cộng hòa Nhân dân Trung Hoa. Huyện Tuy Ninh có diện tích 1.772 km², dân số 1,23 triệu người.
Về mặt hành chính, huyện Tuy Ninh chia ra thành 16 trấn, bao gồm: Tuy Thành, Vương Tập, Song Câu, Lam Sơn, Lý Tập, Đào Viên, Quan Sơn, Cao Tác, Sa Tập, Long Thành, Khâu Tập, Cổ Bi, Diêu Tập, Ngụy Tập, Lương Tập, Khánh An.